# Julien Tiersot
Jean Baptiste Élysée Julien Tiersot, född den 5 juli 1857 i Bourg-en-Bresse, död den 10 augusti 1936 i Paris, var en fransk musikskriftställare och tonsättare.

## Biografi
Tiersot studerade vid konservatoriet i Paris och blev 1883 andre, 1909 förste bibliotekarie där. Han komponerade festkantater och andra körverk, orkesterverk med mera, samlade på uppdrag av staten folkvisor i franska Alperna (utgivna 1903) och höll föredrag inom- och utomlands över den franska folkvisan.
Han utmärkte sig vidare som musikhistoriker genom skrifterna Histoire de la chanson populaire en France (1889, belönad med Bordin-priset), monografierna Rouget de Lisle (1892, prisbelönt), Ronsard et la musique de son temps (1903), Hector Berlioz (1904), Gluck (1909), Jean Jacques Rousseau (1912), tidskriftsuppsatser om naturfolkens musik med mera.